# Comuna Stavkove, Berezivka
Stavkove (în ucraineană Ставкове) este o comună în raionul Berezivka, regiunea Odesa, Ucraina, formată din satele Danîlivka, Neikove, Rivne și Stavkove (reședința).

## Demografie
Componența lingvistică a comunei Stavkove
     Ucraineană (95,57%)
     Rusă (2,21%)
     Română (1,46%)
     Alte limbi (0,5%)
Conform recensământului din 2001, majoritatea populației comunei Stavkove era vorbitoare de ucraineană (95,57%), existând în minoritate și vorbitori de rusă (2,21%) și română (1,46%).